# Nick Markakis
Nicholas William Markakis (Glen Cove, 17 novembre 1983) è un ex giocatore di baseball statunitense naturalizzato greco.

## Carriera

### Baltimore Orioles

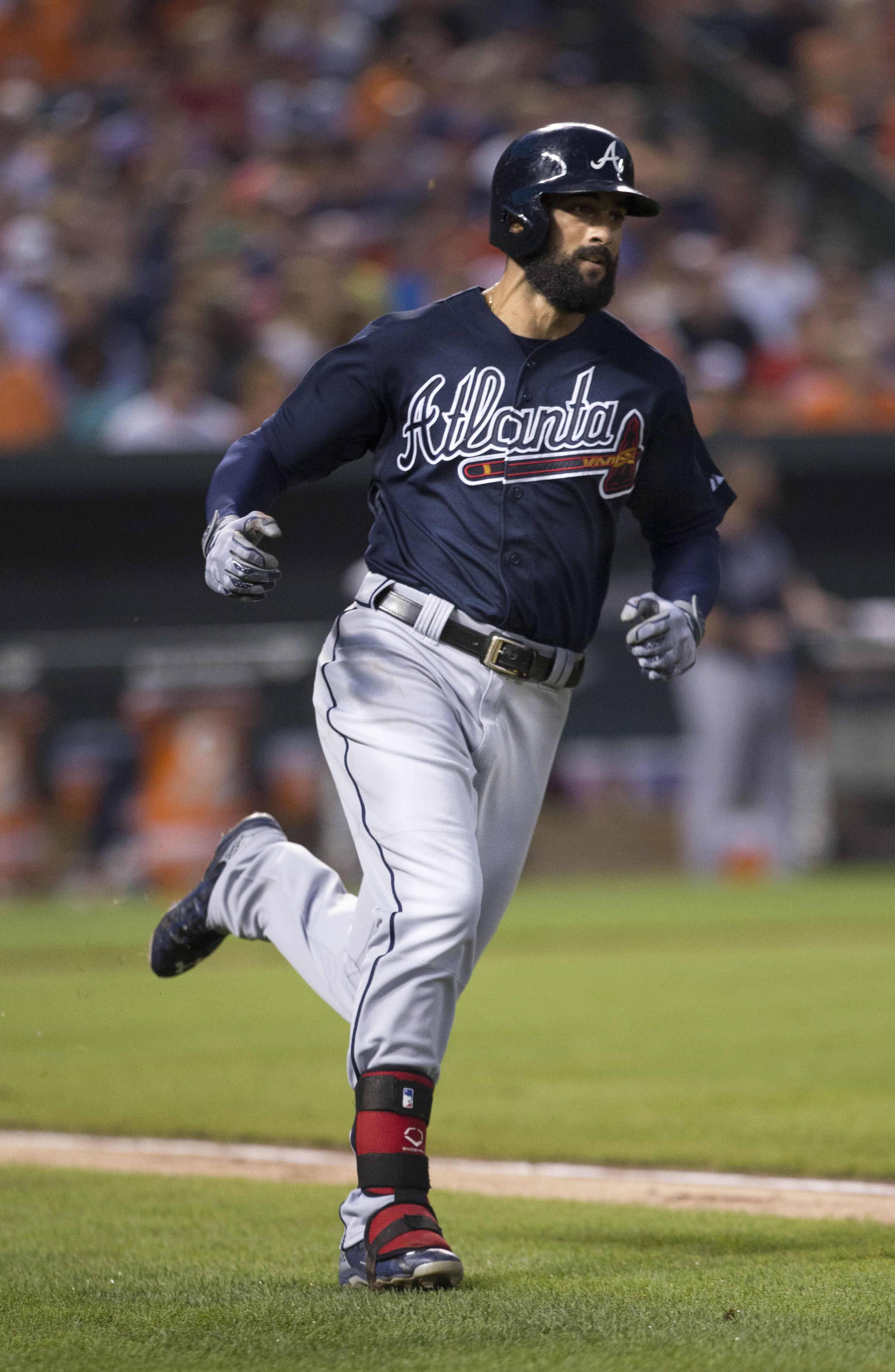
Markakis con i Braves nel 2015

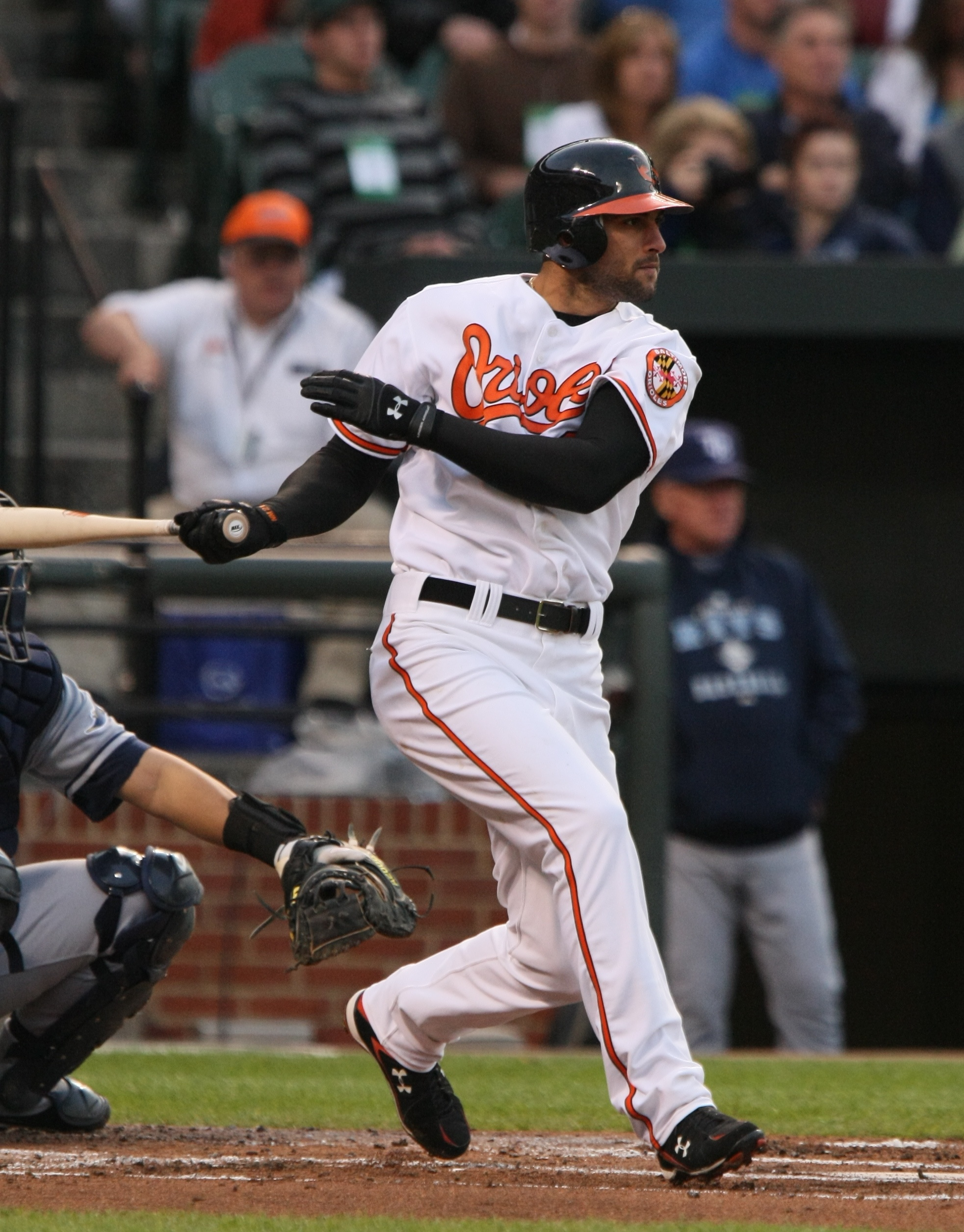
Markakis nel 2008

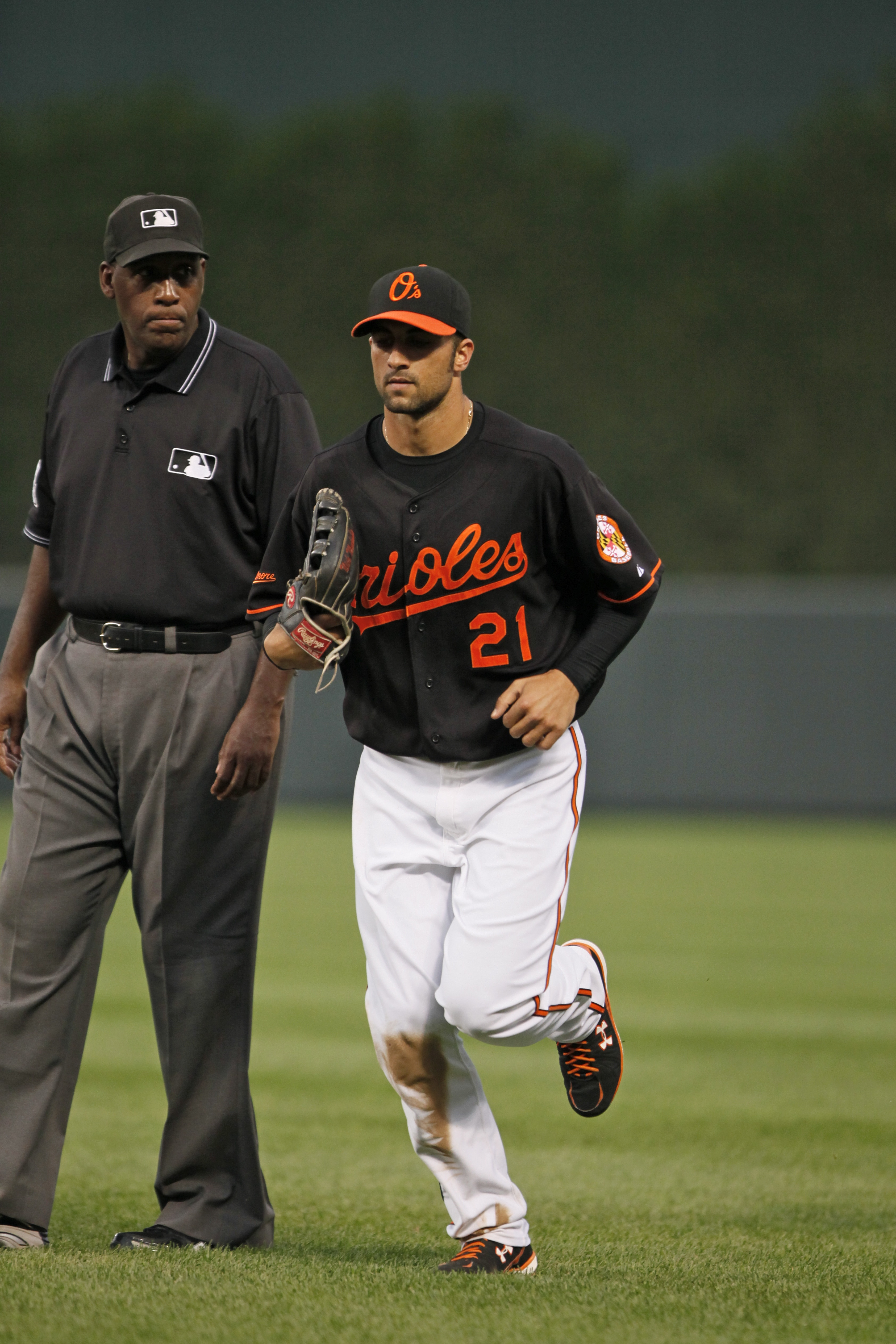
Markakis in allenamento nel 2009

Markakis è stato selezionato originariamente dai Cincinnati Reds nel 35º turno del draft MLB 2001 e nel 23º turno del draft 2002, ma non firmò. Entrò nel professionismo nel 2003, quando venne selezionato nel primo turno del draft dai Baltimore Orioles come 7ª scelta assoluta.
Il suo debutto ufficiale nella MLB è avvenuto 3 anni più tardi, il 3 aprile 2006, al Camden Yards di Baltimora contro i Tampa Bay Devil Rays. Ha concluso la stagione regolare con 16 fuoricampo, 62 RBI e una media battuta di 0.291 in 147 partite giocate, diventando subito una delle migliori matricole americane.
Nel 2007 crebbe sia come difensore che come potenziale offensivo chiudendo la stagione regolare con 161 partite giocate con una media battuta assestata su 0.300 con piazzamenti nei primi dieci migliori giocatori della lega in Hits (battute valide) con 191, Double (43), Extra Base (69), RBI (112) e 23 fuoricampo.
Nel 2008 a fine stagione si classificò terzo in base percentuale (0,406) e decimo con una media battuta di 0,306.
Oltre a questi dati statistici, chiuse la stagione al 3º posto in Double (48), 4º in Runs a segno con 106 oltre a 20 fuoricampo e 87 RBI.
Il 21 gennaio 2009 ha firmato con gli Orioles un nuovo contratto di sei anni per 66,1 milioni di dollari complessivi.
Nel 2009, per la sua seconda volta in carriera, chiuse la stagione regolare con 100 o più RBI (101), 18 fuoricampo e 188 Hits in 161 partite giocate.
Nel 2010 chiuse con 12 fuoricampo con una media alla battuta di 0.297, 187 hits, 45 Double e 79 runs a segno.
Nel 2011 ha preso parte a 160 partite, mettendo 182 battute valide in campo con una media alla battuta di 0.284 accompagnata a 15 fuoricampo, 73 RBI e 72 Runs a segno.
Nel 2012 ha chiuso con 104 presenze e 13 fuoricampo con 54 RBI, 59 Runs a segno, 125 Hits valide e una media alla battuta di 0.298.
Il 30 ottobre 2014 è diventato free agent.

### Atlanta Braves
Il 3 dicembre 2014, Markakis accettò un contratto di quattro anni per 44 milioni di dollari proposto dagli Atlanta Braves.
Dopo la fine della stagione 2018, Markakis firmò un contratto di un anno del valore di 4 milioni di dollari, con un'opzione della squadra di 6 milioni per la stagione 2020 e una clausola di 2 milioni, in caso di rifiuto dell'estensione stessa.
Conclusa la stagione 2019, i Braves declinarono l'opzione per la stagione 2020, ma firmarono poco dopo con lui un contratto di un anno per 4 milioni di dollari.
Nel luglio 2020, Markakis annunciò che non avrebbe partecipato alla stagione 2020 a causa dei rischi derivati dalla pandemia di COVID-19. Tuttavia il 29 luglio, Markakis cambiò idea e il 5 agosto venne inserito nella lista dei giocatori attivi. Il 18 agosto venne inserito nella lista degli infortunati, per una potenziale esposizione con il COVID-19 mentre non era con la squadra. Tornò a disposizione della squadra il 25 agosto, dopo essere risultato negativo. Divenne free agent al termine della stagione.

### Ritiro
Il 12 marzo 2021, Markakis annunciò il ritiro dal baseball professionistico.

## Nazionale
Di origini greche, Markakis poté essere inserito nella squadra della nazionale greca, con cui partecipò alle Olimpiadi di Atene 2004 oltre al Campionato europeo di baseball del 2003, che consentì ai greci di vincere la medaglia d'argento.

## Palmarès

### Individuale
- MLB All-Star: 1

2018
- Guanti d'oro: 3

2011, 2014, 2018
- Silver Slugger Award: 1

2018
- Esordiente del mese della AL: 1

(agosto 2006)
- Giocatore della settimana della AL: 1

(17 luglio 2011)

### Nazionale
- Campionato europeo di baseball:  Medaglia d'Argento

Team Grecia: 2003